# Achaltsiche (distrikt)
Achaltsiche (georgiska: ახალციხის მუნიციპალიტეტი, Achaltsichis munitsipaliteti) är ett distrikt i Georgien. Det ligger i regionen Samtsche-Dzjavachetien, i den centrala delen av landet, 150 km väster om huvudstaden Tbilisi. Antalet invånare är 20 992 (2014). Administrativt centrum är staden Achaltsiche.